# Światowy Dzień Zespołu Downa
Światowy Dzień Zespołu Downa, ang. World Down Syndrome Day (WDSD) – święto obchodzone corocznie 21 marca z inicjatywy Europejskiego Stowarzyszenia Zespołu Downa (ang. Down Syndrome International, DSI) ustanowione w 2005 roku, od 2012 roku pod patronatem Organizacji Narodów Zjednoczonych.
Pomysłodawcą był Stylianos E. Antonarakis – genetyk z uniwersytetu w Genewie, a inauguracja WDSD miała miejsce w Singapurze 21 marca 2006 roku zorganizowana przez angielską organizację Down's Syndrome Association (DSA). 
Data obchodów nie jest przypadkowa – dzień 21 marca patronuje rozpoczynającej się wiośnie i narodzinom ludzi niezwykłych, data wiąże się również z istotą zaburzenia – trisomią 21 chromosomu.
Z tej okazji na całym świecie odbywają się imprezy, których celem jest zwiększenie świadomości społecznej dotyczącej zespołu Downa, propagowanie praw i dobra ludzi z tą wadą genetyczną i integracja z nimi.
W grudniu 2011 Zgromadzenie Ogólne ONZ potwierdziło celowość obchodów na arenie międzynarodowej rezolucją A/RES/66/149. Od 2012 roku obchody odbywają się oficjalnie pod auspicjami Organizacji Narodów Zjednoczonych.
W Polsce pierwszą organizacją, która włączyła się w obchody w 2006 roku było Stowarzyszenie Pomocy Dzieciom i Młodzieży Specjalnej Troski „Jeden Świat” w Białymstoku.